# Metropolia nadmorska
Metropolia nadmorska – jedna z metropolii Rosyjskiego Kościoła Prawosławnego. W jej skład wchodzą trzy eparchie: eparchia władywostocka, eparchia arsienjewska oraz eparchia nachodzka.
Erygowana przez Święty Synod Rosyjskiego Kościoła Prawosławnego w październiku 2011.

## Metropolici
- Beniamin (Puszkar), 2011–2018
- Włodzimierz (Samochin), od 2018